# Europese kampioenschappen badminton 1994
De 14e editie van het Europees kampioenschap badminton werd georganiseerd door de Nederlandse stad Den Bosch. Het toernooi duurde 8 dagen, van 13 april 1994 tot en met 20 april 1994.

## Medaillewinnaars
| Onderdeel      | 1e plaats                         | 2e plaats                           | 3e plaats                            |
| -------------- | --------------------------------- | ----------------------------------- | ------------------------------------ |
| Mannen enkel   | Poul-Erik Høyer Larsen            | Tomas Johansson                     | Jens Olsson                          |
| Mannen enkel   | Poul-Erik Høyer Larsen            | Tomas Johansson                     | Anders Nielsen                       |
| Vrouwen enkel  | Lim Xiaoqing                      | Catrine Bengtsson                   | Christine Magnusson                  |
| Vrouwen enkel  | Lim Xiaoqing                      | Catrine Bengtsson                   | Pernille Nedergaard                  |
| Mannen dubbel  | Chris Hunt Simon Archer           | Andrei Antropov Nikolai Zuyev       | Christian Jacobsen Jens Eriksen      |
| Mannen dubbel  | Chris Hunt Simon Archer           | Andrei Antropov Nikolai Zuyev       | Henrik Svarrer Jim Laugesen          |
| Vrouwen dubbel | Lim Xiaoqing Christine Magnusson  | Lotte Olsen Lisbeth Stuer-Lauridsen | Julie Bradbury Gillian Clark         |
| Vrouwen dubbel | Lim Xiaoqing Christine Magnusson  | Lotte Olsen Lisbeth Stuer-Lauridsen | Erica van den Heuvel Maria Bengtsson |
| Gemengd dubbel | Michael Søgaard Catrine Bengtsson | Christian Jacobsen Lotte Olsen      | Pär-Gunnar Jönsson Maria Bengtsson   |
| Gemengd dubbel | Michael Søgaard Catrine Bengtsson | Christian Jacobsen Lotte Olsen      | Ron Michels Erica van den Heuvel     |
| Landen         | Zweden                            | Denemarken                          | Engeland                             |

## Medailletabel
| Plaats | Land       | Goud | Zilver | Brons | Totaal |
| 1      | Zweden     | 3,5  | 2      | 3,5   | 9      |
| 2      | Denemarken | 1,5  | 3      | 3     | 7,5    |
| 3      | Engeland   | 1    | 0      | 3     | 4      |
| 4      | Rusland    | 0    | 1      | 0     | 1      |
| 5      | Nederland  | 0    | 0      | 1,5   | 1,5    |
| Totaal | Totaal     | 6    | 6      | 11    | 23     |